# IV. Honoriusz pápa
IV. Honoriusz (Róma, 1210 körül – Róma, 1287. április 3.) uralkodói néven lépett a római katolikus egyház legfőbb hivatalának trónjára a történelem 190. pápája. Honoriusz egy olyan korban lépett Szent Péter örökébe, amikor a pápaság valójában a világi hatalmakhoz fűződő kapcsolataiban átmeneti időszakot élt át. A Német-római Birodalom gyengülése után a Pápai Állam függetlensége és a francia befolyás között ingadoztak a kor egyházfői. Honorius elődje, IV. Márton pápa volt az első olyan főpásztor, aki nyíltan a francia hatalmi törekvések oldalára állt. Ezt a politikát követte Honorius is, amely egész pontifikátusán át a legerősebb célként lebegett előtte.

## Származása és pályafutásának kezdete
1210 körül látta meg a napvilágot Giacomo Savelli néven Rómában. A város egyik legbefolyásosabb nemesi családja, a Savellik igen nagy súlyt képviseltek az örök város politikai életében. Egyházi pályafutása szinte családi követelmény volt, hiszen nagybátyja, III. Honoriusz pápa volt, de a család több száz évvel azelőtt másik két egyházfőt is adott a keresztény egyháznak: II. Gergelyt és II. Benedeket. A gazdag család a város politikai életében a franciabarát szárnyhoz tartozott, így nem is csoda, hogy már ifjú korában Párizsba került, ahol a város egyetemén az egyik legképzettebb klerikust faragták belőle. Tanulmányai alatt kanonok volt a Châlon-sur-Marne-templomban. Később Angliába utazott, ahol a norwichi Berton rektora lett. A krónikák azonban úgy írnak róla, hogy Giacomo úgy lett egy angliai egyházmegye főpapja, hogy soha nem ismerte meg a népet, akik között élt. 1261-ben IV. Orbán pápa a Santa Maria in Cosmedin-templom bíboros-diakónusává szentelte fel. Szintén Orbán nevezte ki Toszkána prefektusának és később a pápai seregek parancsnokának.

Tanulmányai és egyre nagyobb befolyása mellett kitűnő diplomáciai pályát futott be. 1265-ben egyike volt annak a három bíborosnak, akik Rómában Szicília királyává koronázták Anjou Károlyt. 1271-ben ő volt azon hat bíboros egyike, akik közmegegyezés alapján megválasztották X. Gergelyt az egyház élére. Gergelyt 1274-ben elkísérte a lyoni zsinatra, amelyen többek között a koldulórendekről is döntöttek. V. Adorján pápa is szívesen alkalmazta politikai képességeit, ugyanis 1276-ban Viterbóba küldte őt és még két bíborost, hogy tárgyaljanak I. Rudolffal, német királlyal a császári koronázásról és az Anjou Károllyal kötendő békéről. A későbbi egyházfők, kiváltképp III. Miklós pápa, már nem szívesen látta a pápai udvarban, hiszen Miklós ellenezte a francia befolyást. Ekkor Giacomo bíboros háttérbe szorult, de IV. Márton franciabarát pontifikátusa ismét előtérbe hozta.
Így történhetett, hogy amikor 1285. március 28-án Márton meghalt, a tizennyolc tagú bíborosi kollégiumból tizenöten azonnal Perugia városába siettek, ahol három napon belül összeültek az új egyházfő megválasztására. A kollégium a konklávé szabályainak teljes felrúgásával ült össze, és szinte rohamléptekben egyeztek meg Giacomo személyében. A történelem egyik leggyorsabb pápaválasztása volt ez, amelyet leginkább az indokolt, hogy Szicíliában még mindig bizonytalan volt a politikai helyzet, és így próbálták meg elkerülni a világi hatalmak befolyását. Április 2-án tehát megválasztották Savelli bíborost a katolikus egyház vezetőjének, aki felvette a IV. Honoriusz nevet. Giacomo akkor már annyira öreg és beteges volt, hogy köszvénye miatt már nem tudott járni, sőt felállni sem. Amikor május 20-án a római Szent Péter-bazilikában megkoronázták, Honorius csak egy mechanikus szerkezet segítségével volt képes felemelni kezét, hogy áldást osszon.

## Pontifikátus Márton nyomában

### Vecsernye után
Honoriusz trónra lépése után hamar kiderült, hogy az új egyházfő is a francia hegemónia egyik legfőbb támasza lesz. Az itáliai félsziget déli részén 1282-ben újabb politikai fejlemények zavarták meg a Pápai Állam békéjét. IV. Márton pápa pontifikátusa alatt zajlott le az úgynevezett szicíliai vecsernye, amelynek az volt a lényege, hogy a szicíliaiak fellázadtak Anjou Károly zsarnoki uralkodása ellen és az újabb adók ellen. A vecsernye során lemészárolták a francia hivatalnokokat, és a szigetország trónjára III. Pétert, Aragónia királyát hívták meg. Péter erős sereggel érkezett meg az egykori Anjou-királyságba.

A Károly mellett álló Márton pápa azonnal érvénytelennek minősítette a történteket, és egyházi átok alá helyezte Pétert valamint egész Szicíliát. Az egyház álláspontja is Károly oldalán állt, hiszen a vatikáni jogászok hivatkoztak arra, hogy Szicília az egyházfő hűbérbirtoka, amelynek élére egyedül a pápának van joga kinevezni uralkodót. Márton és Anjou Károly sereget szervezett a szigetország ellen, amely csúfos vereséget szenvedett III. Péter hadaitól, és ráadásul Károly gyermeke, Salernói Károly is fogságba esett. A hadjárat egyetlen eredménye az volt, hogy legalább Nápolyban sikerült megszilárdítani az Anjouk hatalmát. Márton dühében üresnek nyilvánította Aragónia trónját, és azt III. Fülöp, francia király legifjabb gyermekének, Valois Károlynak ajánlotta fel. 1285. január 6-án Anjou Károly meghalt, és ezzel Márton minden reménye szertefoszlott, hiszen Károly jogos örököse a szicíliaiak fogságában volt.

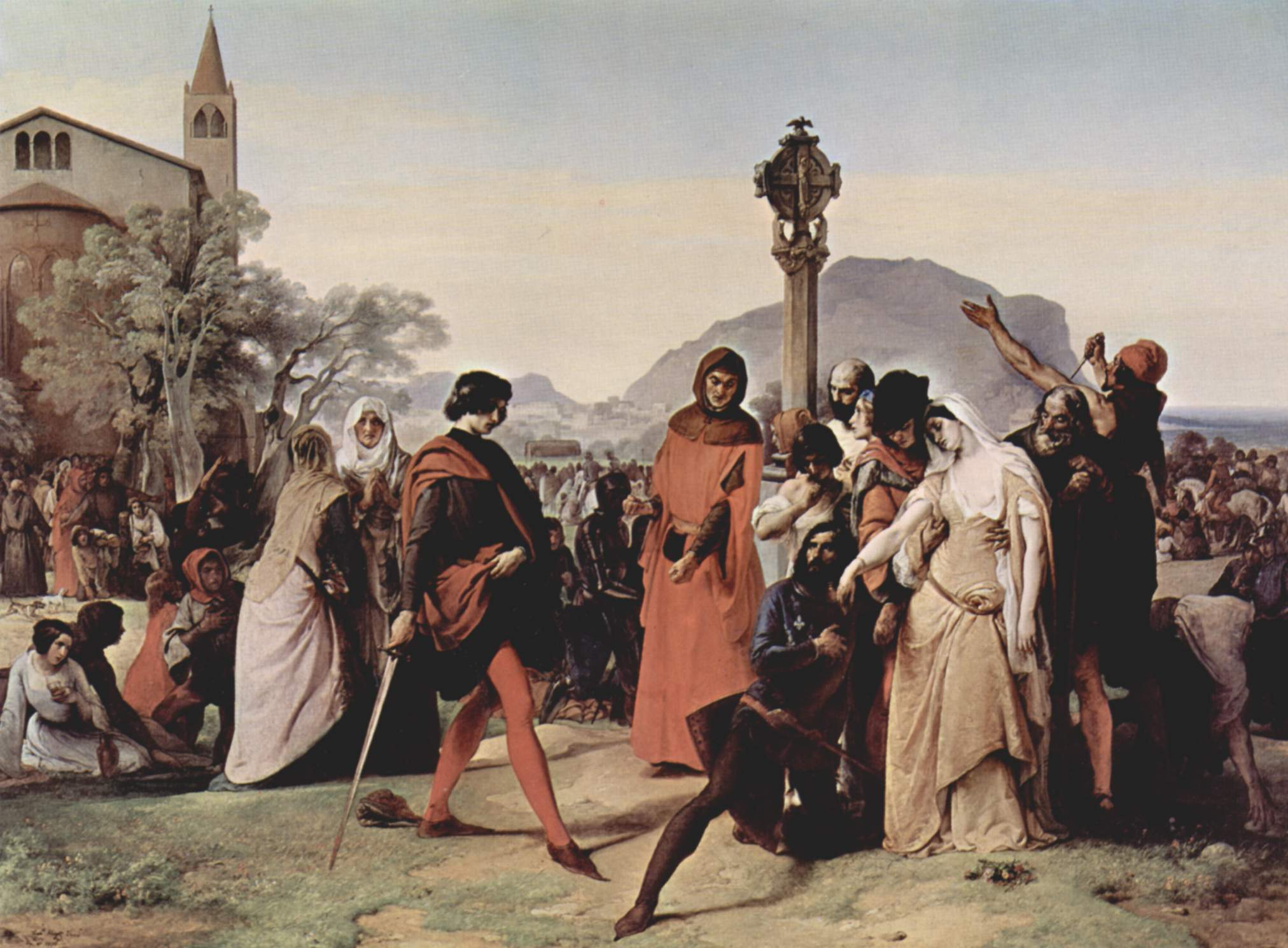
A szicíliai vecsernye Francesco Hayez festményén

Ilyen körülmények között vette át a Szentszék irányítását Honoriusz. A szicíliaiak bíztak abban, hogy az új egyházfő enyhébbnek mutatkozik ügyükben, azonban ez csak kis részben valósult meg. Honoriusz nem volt hajlandó lemondani az egyház és az Anjouk trónhoz kötődő jogairól, és az egyházi átkot sem akarta feloldani. Aragónia trónját továbbra is Valois Károlynak tulajdonította, azonban egy ponton a szicíliaiak mellé állt. 1285. szeptember 17-én kiadta Constitutio super ordinatione regni Siciliae kezdetű konstitúcióját, amelyben elismerte Anjou Károly és hivatalrendszerének zsarnoki fellépését és a szicíliai nép elnyomását. Kifejtette, hogy minden uralkodónak törekednie kell népe jólétére. Amennyiben valamelyik uralkodó megszegné ezt a pápai alkotmányt, a népnek joga van a pápa segítségét kérni, aki kiközösítés terhe mellett kötelezi a koronás főt regnálásának megváltoztatására.
IV. Mártonnak azonban más hagyatéka is volt, amelyet Honoriusz használt fel. Márton engedélyezte, hogy a francia király összegyűjtse az országában élő klérus éves jövedelmének egy tizedét négy éven keresztül. Ugyanez Németország egyes egyházmegyéiben is életbe lépett. Az így összegyűlt pénzt a pápa egy III. Péter ellen indítandó keresztes háborúhoz akarta felhasználni. A pénzösszeg teljes mértékben az Anjou hatalom helyreállítására lett fordítva. A harcok azonban semmi eredményt nem hoztak. 1285. november 11-én végül meghalt III. Péter, amely némi változást hozott a szigetország helyzetében. Péter trónját két gyermeke örökölte. Aragónia koronáját III. Alfonz örökölte, míg Szicília trónjára I. Jakab ülhetett fel. IV. Honoriusz egyikőjüket sem ismerte el uralkodóként. 1286. április 11-én kiátkozta Jakabot és azon püspököket, akik 1286. február 2-án Péter fiának fejére helyezték a szicíliai koronát Palermóban. Az átkot azonban sem a klérus sem Jakab nem vette komolyan. Ennek megerősítése érdekében az új király flottát küldött Róma partjai felé, és felégette Astura várát.

Salernoi Károly időközben ráunt a raboskodásra, és mint az egyetlen élő Anjou örökös 1287. február 27-én szerződést kötött Jakabbal, amelyben lemondott minden jogáról ami a szicíliai trónhoz kötötte, és azokat Jakabra és örököseire ruházta át. A két fél felkérte a pápát, hogy szentesítse megállapodásukat, de az hallani sem akart a szerződésről, és azt semmisnek nyilvánította. Károly végül szabadon távozhatott egykori királyságából. Honoriusz a szicíliai politikai helyzet megoldása miatt III. Alfonzzal is tárgyalni kezdett, azonban ez nem vezethetett eredményhez, ugyanis Honoriusz rövidesen meghalt.

### Róma pártokra szakad
Róma városa és a Pápai Állam részei hosszú évek után végre békés időket élhettek meg Honorius rövid uralkodása alatt. A pápai területeken végre sikerült megtörni Guido, Montefeltro grófjának ellenállását, és így a pápai seregek végre az egész Pápai Államban rendet tudtak tartani. Az egységesített területek ekkoriban kiterjedtek az egykori Ravennai Exarchátus területére, az Anconai Márkákra, a Spoletói Hercegségre, a Bertinoroi grófságra, a matildi örökségre és a Pentapolis területére, azaz Rimini, Pesaro, Fano, Senigallia és Ancona területére. Honoriusz volt az első egyházfő, aki a nagy itáliai bankcsaládokat alkalmazta az egyházi jövedelmek beszedésére.

Az örök városban is igen népszerű volt a pápa, hiszen mindenki tudta, hogy Róma szülöttje. Miután megválasztották egyházfőnek a rómaiak meghívták a városba, hogy ott alakítsa ki állandó udvarát. Pontifikátusának első részében Honoriusz is a Vatikánban lakott, majd 1285 őszén átköltözött az Aventinuson emelt új pápai palotába. A város tehát békében élhetett Honoriusz pontifikátusa alatt, amely a fegyveres incidensek csökkenését jelentette, de korántsem hagyott alább a politikai csatározás. A város egyre inkább két pártra szakadt, amelyben nagy jelentősége volt annak, hogy Honoriusz testvére, Pandulf a két római szenátor egyike volt. A római nemesség alapvetően két nagynevű család köré csoportosult. Az Orsini-család a pápák oldalán állt és guelf nézeteket vallott. Ez azt jelentette, hogy ők a franciabarát politikát támogatták, azaz Nápoly és Szicília Anjou kézen való egyesítését. A másik tengely a Colonna-család körül szerveződött, akik a ghibellinek pártját gyarapították, és az Aragóniai-ház uralmát támogatták. A két szembenálló család Honoriusz uralkodása alatt csak szóban mérte össze erejét, de később kiemelkedő fontossággal bírnak majd Róma és a pápaság történetében.

### Nemzetközi politika és halál
Az idős egyházfő igyekezett fenntartani a diplomáciai kapcsolatokat Európa minden keresztény államfőjével. Legjelentősebb levelezése természetesen a Német-római Birodalom uralkodójával, I. Rudolffal volt. Honoriusz és a német király kapcsolata kiváló volt, és legfőképpen a király császári koronázására hagyatkozott. Rudolf koronázási ceremóniája ugyanis IV. Márton pápa pontifikátusa alatt félbemaradt, mert Márton nem szerette a németeket. Ezeket a tárgyalásokat Honoriusz felújította, és Rudolf követével, Bázeli Henrik püspökkel úgy egyeztek meg, hogy 1287. február 2-án tartják meg Rómában a német király császárrá koronázását. Azonban a király politikai vitába keveredett több herceggel, ami veszélyeztette a koronázás időpontját. Honoriusz úgy döntött, hogy Tusculumi Jánost, az egyetlen általa felszentelt bíborost küldi a német udvarba pápai legátusként, hogy segítsen békét teremteni az északi birodalomban. Azonban János minden igyekezete hiábavaló volt, mert Rudolf háborút indított Eberhard, Württemberg grófja ellen. A legátus Würzburgban zsinatot tartott, amelyen megerősítették a lyoni zsinat határozatait.
Észak-Itáliával is több politikai szál kötötte össze. Honoriusz oldotta fel az egyházi átkot a Velencei Köztársaságról, amelyet IV. Márton vetett ki a városállamra, amiért az nem volt hajlandó flottát indítani III. Péter ellen. Firenzében és Bergamóban többször is közbe kellett avatkoznia, hogy egyes egyházi jogokat sértő törvényeket semmissé nyilváníttasson. Ezen kívül igyekezett védelmezni a koldulórendeket, amelyeknek igen jelentős adományokat adott. Végül 1287. április 3-án halt meg.

## Művei
- Documenta Catholica Omnia (latin nyelven). (Hozzáférés: 2011. december 6.)

| Előző pápa: IV. Márton | Római pápa 1285 – 1287 | Következő pápa: IV. Miklós |